# Résolution (film)
Pour les articles homonymes, voir Résolution.
Pour le film américain, voir Resolution (film).
Pour plus de détails, voir Fiche technique et Distribution.
Résolution est un film ivoirien réalisé par Boris Oué et Marcel Sangne et produit par Évelyne Ily Juhen. 
Ce film est présenté en février 2019 au Festival panafricain du cinéma et de la télévision de Ouagadougou (FESPACO) où il reçoit le prix CEDEAO de l'intégration et le prix Félix Houphouët-Boigny,.

## Résumé
Le film raconte l'histoire de Yenan, dirigeante d'une société de cacao, qui subit la violence conjugale de son mari Marc, procureur. Après être restée longtemps dans le silence, elle finit par réaliser la gravité de sa situation et parvient avec l'aide d'activistes à porter plainte et à obtenir justice.

## Fiche technique
- Titre original : Résolution
- Réalisation : Boris Oué et Marcel Sangne
- Pays d'origine :  Côte d'Ivoire

## Distinctions

### Récompenses
- FESPACO 2019 : Prix CEDEAO de l'intégration, le prix Félix Houphouët-Boigny